# Ana Bela Cruzeiro
Ana Bela Cruzeiro (née en 1957) est une mathématicienne portugaise et suisse dont les recherches portent sur le calcul stochastique  et le calcul des variations de  Malliavin, ainsi que sur les équations différentielles utilisées en dynamique des fluides et mécanique quantique. Elle est professeur de mathématiques à l'Instituto Superior Técnico, de l'université de Lisbonne.

## Carrière
Cruzeiro a obtenu une maîtrise en mathématiques à l'université de Lisbonne en 1980 ; elle a ensuite étudié les mathématiques à l'université Pierre-et-Marie-Curie à Paris, et obtenu un diplôme d'études approfondies en 1982, un doctorat de troisième cycle en 1983 et un doctorat d' état en 1985 Sa thèse de doctorat de 1985, Équations différentielles ordinaires et équations différentielles stochastiques sur l'espace de Wiener, a été dirigée par Paul Malliavin. Elle a également obtenu une habilitation (agregação) à l'Université de Lisbonne en 1991
Entre 1985 et 1986, elle est maitre de conférences au département de mathématiques de l'université d'Orsay ; de 1986 à 2002, elle est auxiliaire puis professeur assistant à la faculté des sciences de l'université de Lisbonne, et professeur titulaire à l'instituto superior técnico de l'université de Lisbonne à partir de 2002.

## Travaux de recherche
Ses intérêts de recherche portent sur l'analyse stochastique, l'analyse est dimension infinie, la physique mathématique, la mécanique quantique euclidienne, la mécanique géométrique stochastique.
Ses premiers travaux s'inscrivent dans le cadre de la théorie et les applications du calcul de Malliavin. Elle a écrit ou coécrit plusieurs articles de synthèse sur ce sujet :
- avec Paul Malliavin, « Riemannian Geometry on the Path Space », dans Giuseppe Da Prato et L. Tubaro (éditeurs), Stoch. Partial Diff. Equations and Applications, Marcel Decker Inc., coll. « Lecture Notes in Pure and Applied Math. » (no 227), 2002, p. 133-165
- « Non adapted transformations of the Wiener measure », dans R. Rebolledo, J. Rezende et J. C. Zambrini (éditeurs), Stoch. Analysis and Mathematical Physics, World Scientific, 2004
- « Malliavin Calculus », dans J. P. Françoise, G. Naber et T. S. Tsun (éditeurs), Encyclopedia of Mathematical Physics, vol. 3, Oxford, Elsevier, 2006, p. 383.

Elle a également édité ou co-édité des actes de colloques sur ces thèmes de recherche.

## Reconnaissance
Cruzeiro est membre correspondant de l'Académie des sciences de Lisbonne, élue en 2020.